# Philydor fuscipenne
A Philydor fuscipenne a madarak (Aves) osztályának verébalakúak (Passeriformes) rendjébe és a fazekasmadár-félék (Furnariidae) családjába tartozó faj.

## Rendszerezése
A fajt Osbert Salvin angol ornitológus írta le 1866-ban. Jelenlegi besorolása vitatott, egyes szervezetek a Megaxenops nembe sorolják Megaxenops fuscipennis néven.

## Alfajai
- Philydor fuscipenne erythronotum P. L. Sclater & Salvin, 1873
- Philydor fuscipenne fuscipenne Salvin, 1866[1]

## Előfordulása
Panama, Kolumbia és Ecuador területén honos. A természetes élőhelye a szubtrópusi vagy trópusi síkvidéki- és hegyi esőerdők.

## Megjelenése
Testhossza 17 centiméter, testtömege 25-28 gramm.

## Életmódja
Ízeltlábúakkal táplálkozik.